# Lathochlora perversa
Lathochlora perversa är en fjärilsart som beskrevs av Louis Beethoven Prout 1915. Lathochlora perversa ingår i släktet Lathochlora och familjen mätare. Inga underarter finns listade i Catalogue of Life.